# Confédération du football d'Océanie

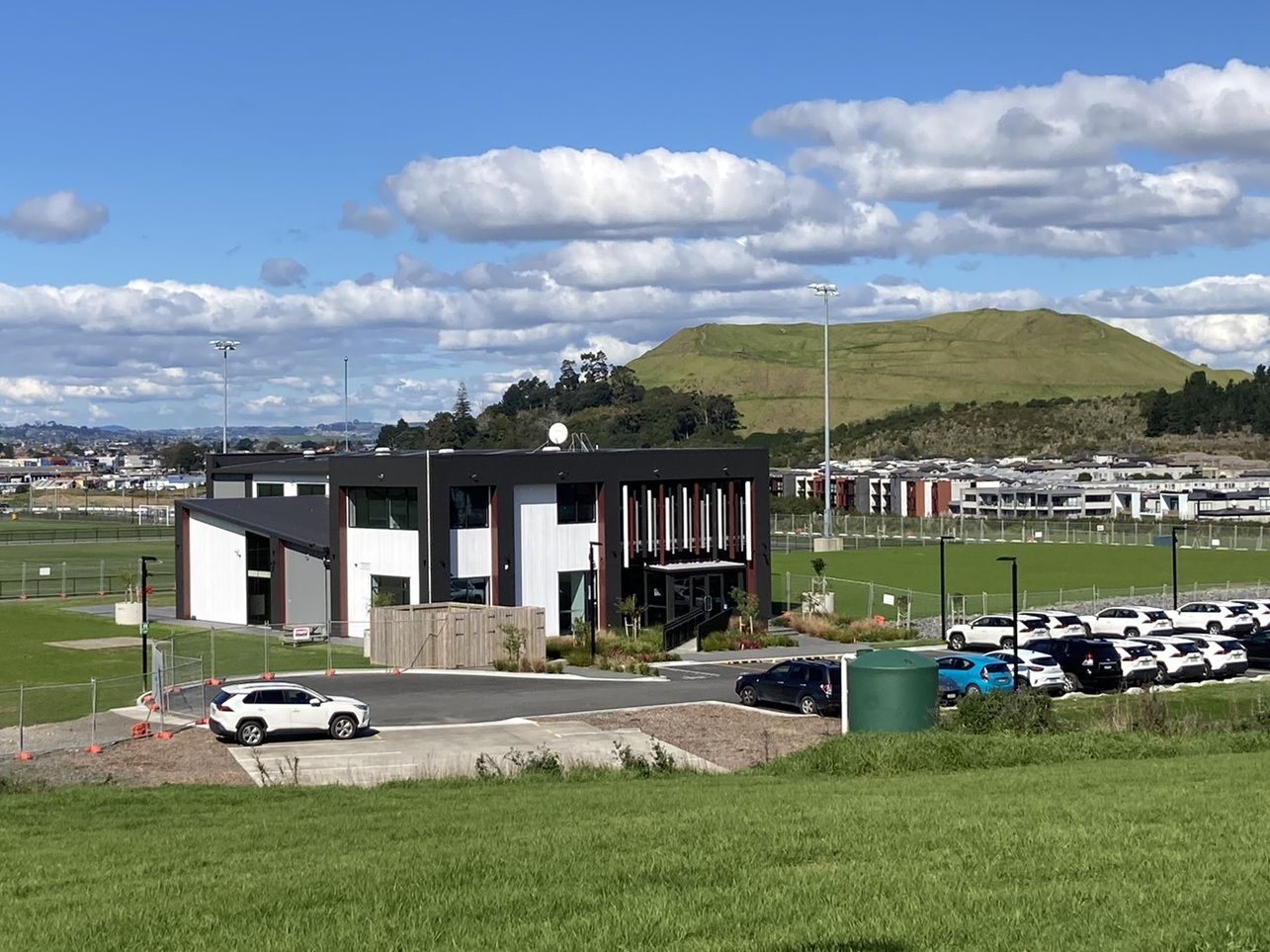
Siège de l'OFC à Auckland en Nouvelle-Zélande

La Confédération du football d'Océanie (en anglais : Oceania Football Confederation, OFC) est la confédération qui regroupe les différentes fédérations de football du continent océanien et des îles de l'océan Pacifique. Elle a été présidée par David Chung (PNG) élu en 2004 et réélu en 2007 jusqu’en 2018. Le siège de la fédération est situé à Auckland en Nouvelle-Zélande. En 1998, l'OFC se dote d'un nouveau logo (le logo actuel) et d'un magazine d'informations, The Wave.
Le palmarès international de l'OFC est limité par le fait qu'elle n'avait aucun qualifié d'office pour la Coupe du monde de football avant l'édition 2026. Pendant une longue période elle s'est disputée une place en coupe du monde avec l'Asie. Plus récemment c'est un barrage intercontinental qui permettait ou non à l'Océanie d'être représentée en Coupe du monde. Seules l'Australie en 1974 et 2006 (en 2010, 2014, 2018 et 2022 elle se qualifie également mais en tant que membre de l'AFC qu'elle rejoint après avoir quitté l'OFC), et la Nouvelle-Zélande en 1982 et 2010 ont participé à la phase finale de la Coupe du monde. L'évolution du format du mondial avec plus de participants a ouvert des portes : une place est désormais assurée pour l'OFC.
L'Australie a quitté l'OFC en 2006 pour adhérer à la Confédération asiatique de football, afin de disputer des compétitions plus compétitives comme le championnat continental asiatique et assurer aussi de meilleurs chances de qualification en Coupe du monde.
Une compétition continentale est organisée entre les équipes nationales : la Coupe d'Océanie des nations et la Coupe d'Océanie féminine. Pour les clubs, il existe la Ligue des Champions d'Océanie.

## Histoire

Ancien logo de l'OFC

La Confédération du football d'Océanie est créée en 1966 après l'intervention de deux membres de la FIFA, le Néo-Zélandais Charlie Dempsey et l'Australien Jim Bayutti présents lors du Congrès de la FIFA en 1964 et qui souhaitaient créer une nouvelle structure pour organiser et coordonner les compétitions de leur zone géographique d'origine. Cette création prend sa source sur le fait que la confédération asiatique, créée dix ans auparavant, refuse l'adhésion de l'Australie et de la Nouvelle-Zélande.
L'Australie, les îles Fidji, la Nouvelle-Zélande et la Papouasie-Nouvelle-Guinée sont les membres fondateurs de l'OFC qui a pour premier président l'Australien Sir William Walkley (en). Le tout premier congrès de l'OFC a lieu en 1968, et son président y invite «toutes les nations à coopérer pour le développement du football dans le Pacifique Sud».
Le 24 mai 2004, la Nouvelle-Calédonie devient officiellement le douzième membre de l'OFC.
Avant la création de la confédération, la première nation océanienne à participer aux éliminatoires d'une coupe du monde est l'Australie, en 1965. Les qualifications pour la Coupe du monde de football de 1966, pour lesquelles la FIFA n'attribue qu'une seule place pour les trois continents africain, asiatique et océanien, se limitent, à la suite d'une cascade de forfaits, à une double confrontation contre la Corée du Nord dans le Stade Olympique de Phnom Penh, dans laquelle les Australiens sont sèchement battus (1-6 et 1-3).
En 1969, l'Australie et la Nouvelle-Zélande sont les deux seuls membres de l'OFC à participer aux éliminatoires de la Coupe du monde de football de 1970, dans la zone Asie/Océanie. Si les Néo-Zélandais sont éliminés dès le premier tour par Israël (4-0 et 2-0, les deux matchs ayant eu lieu à Tel-Aviv), les Australiens atteignent le tour final de cette zone, contre Israël : battus 1-0 à Tel-Aviv, les Australiens ne peuvent faire mieux que 1-1 au retour à Sydney, et laissent leurs adversaires se qualifier pour la phase finale au Mexique.
Les éliminatoires de la Coupe du monde de football de 1974 sont également communs à l'Asie et à l'Océanie, avec toujours une seule place qualificative. Si les Néo-Zélandais, placés dans le même groupe que l'Australie, sont éliminés dès le premier tour, les Australiens se hissent à nouveau en finale, contre la Corée du Sud. Après deux matchs nuls (0-0 à Sydney puis 2-2 à Séoul) et un match d'appui à Hong Kong, remporté 1-0 par les Australiens, ces derniers se qualifient pour leur première phase finale.
En 1982, l'OFC s'agrandit avec l'arrivée en son sein des Samoa américaines, des îles Cook, Taïwan (pendant six ans), Israël (en raison de la situation politique au Moyen-Orient), des îles Salomon, Tahiti, Tonga et Vanuatu. Cette année est exceptionnelle à plus d'un titre pour cette confédération puisqu'elle voit pour la deuxième fois la qualification d'un de ses membres, la Nouvelle-Zélande pour la Coupe du monde de football de 1982 en Espagne après une campagne de qualification longue de 15 matches et une victoire en match d'appui contre la Chine. Cette première apparition en phase finale fut plutôt compliquée pour les All-Whites, surnom de l'équipe de football néo-zélandaise qui subirent 3 sévères défaites : 5-2 contre l'Écosse, 3-0 contre l'URSS et 4-0 contre le Brésil. Les éliminatoires de 1982 voient la première participation des îles Fidji, qui deviennent la troisième nation océanienne à y participer.
Les cinq Coupes du monde qui suivent sont moins glorieuses pour les équipes de la Confédération du football d'Océanie puisqu'aucun de ses membres n'arrive à se qualifier pour la phase finale. La FIFA, organisatrice de cette compétition, ne facilite d'ailleurs pas la tâche des équipes océaniennes puisqu'elle refuse d'accorder une place directe à l'OFC.
L'Australie, sélection qui domine les compétitions organisées par l'OFC à cette époque (et cela dans l'ensemble des catégories d'âge) règne sur la zone Océanie dans les années 1990 et au début des années 2000 mais bute systématiquement en barrages. Ainsi, pour la Coupe du monde de football de 1986, l'Australie échoue en barrages contre l'Écosse (défaite 2-0 en Écosse et 0-0 au match retour). En 1989, en vue de la Coupe du monde de football de 1990 l'Israël qui dispute les éliminatoires dans la zone OFC pour raisons politiques s'extrait des qualifications océaniennes mais bute elle aussi en barrages contre la Colombie. Défait 1-0 à Baranquilla, elle ne peut faire mieux que match nul 0-0 à Ramat Gan lors du match retour.
En 1994, sept équipes océaniennes s'inscrivent aux éliminatoires pour la Coupe du monde de football de 1994. Si les Samoa se retirent, le tournoi de qualification voit la première participation de la Polynésie française, des Salomon et du Vanuatu. L'Australie est éliminée en barrages par l'Argentine (1-1, 0-1).
Quatre ans plus tard, quatre nouvelles nations de l'OFC, les îles Cook, la Papouasie-Nouvelle-Guinée, les Samoa et le Tonga, participent pour la première fois aux éliminatoires pour la Coupe du monde de football de 1998; lors des barrages OFC/AFC, les Australiens sont éliminés de justesse sans perdre par l'Iran à cause de l'application de la règle arbitraire des buts marqués à l'extérieur en cas d'égalité : match nul 1-1 à Téhéran à l'aller et 2-2 à Melbourne au retour.
Pour la Coupe du monde de football 2002 les Australiens échouent pour la quatrième fois en barrages. Opposé cette fois-ci à l'Uruguay, cinquième de la zone CONMEBOL, les Socceroos s'imposent 1-0 à Melbourne le 20 novembre 2001 mais craquent cinq jours plus tard à Montevideo, 3-0.
Il faudra attendre quatre ans de plus et la Coupe du monde de football de 2006 pour voir la troisième qualification d'une équipe de l'OFC en phase finale. Vingt-quatre ans après la Nouvelle-Zélande, l'équipe d'Australie, composée d'un grand nombre de joueurs qui jouent dans les championnats européens (Vincenzo Grella, Mark Schwarzer, Tim Cahill ou Harry Kewell, sort facilement victorieuse de la zone OFC avant de connaître enfin la réussite lors des barrages face à  l'Uruguay, sont bourreau quatre ans plus tôt. Vaincus à Montevideo 1-0 le 12 novembre 2005, les Australiens s'imposent quatre jours plus tard dans leur stade de Sydney sur le même score (un but de Mark Bresciano) après prolongation. Ils remportent la séance de tirs au but 4-2  et se qualifient pour la phase finale en Allemagne. Les Australiens y réalisent un bon parcours, éliminés seulement par l'Italie en huitièmes de finale sur un penalty litigieux transformé par Francesco Totti dans les arrêts de jeu du match. Deuxième de leur poule derrière le Brésil, ils avaient obtenu le match nul 2-2 contre la Croatie et battu 3-1 le Japon dans ce qui était jusqu'en 2022 considéré comme le meilleur parcours d'une équipe océanienne. Au mondial 2022, à la suite d'une qualification à la seconde place du groupe derrière la France mais devant le Danemark (vaincu 1-0), l'Australie retrouve l'Argentine, future championne du monde comme l'Italie en 2006, dans un huitième de finale qui verra l'Albiceleste s'imposer difficilement 2-1 (but d'Enzo Fernández contre son camp).
Le 1er janvier 2006, lassée par des éliminations répétées en barrages de Coupe du monde et désireuse d'étalonner ses équipes à des formations de niveau plus relevé, la fédération australienne décide de quitter l'OFC et de rejoindre l'AFC, la Confédération asiatique de football. De nouvelles perspectives s'ouvrent pour les autres sélections et clubs du continent océanique qui subissaient depuis de longues années la domination australienne. Après trois titres remportés par les Néo-Zélandais d'Auckland City et Waitakere United, PRK Hekari United, équipe championne de Papouasie-Nouvelle-Guinée remporte ainsi la plus importante compétition de club en 2010, la Ligue des champions de l'OFC.
À l'occasion de la Coupe du monde de football de 2010, la Nouvelle-Zélande représente la Confédération à la suite de sa qualification en barrages contre le Bahreïn. Après avoir fait 0-0 en Asie à Riffa le 10 octobre 2009, les All-Whites l'emportent 1-0 sur un but de Rory Fallon à Wellington le 14 novembre 2009. Éliminée au premier tour, la Nouvelle-Zélande présente la particularité d'être la seule équipe à quitter le Mondial 2010 invaincue (trois matchs nuls contre la Slovaquie, l'Italie et le Paraguay).
Depuis son adhésion à l'AFC en 2006, l'Australie n'a quant à elle pas manqué une seule coupe du monde (2010, 2014, 2018 et 2022).
Alors que la coupe du monde change de format en 2026 avec le passage de 32 à 48 équipes, l'OFC a désormais une place assurée en phase finale.

## Liste des fédérations membres

### Membres de plein droit
| Membre                       | Fédération nationale | Équipe nationale                 | Championnat national | Coupe nationale |
| ---------------------------- | -------------------- | -------------------------------- | -------------------- | --------------- |
| Fidji                        | Fédération           | Équipe masculine Équipe féminine | Championnat          | Coupe           |
| Îles Cook                    | Fédération           | Équipe masculine Équipe féminine | Championnat          | Coupe           |
| Îles Salomon                 | Fédération           | Équipe masculine Équipe féminine | Championnat          | Coupe           |
| Nouvelle-Calédonie           | Fédération           | Équipe masculine Équipe féminine | Championnat          | Coupe           |
| Nouvelle-Zélande             | Fédération           | Équipe masculine Équipe féminine | Championnat          | Coupe           |
| Papouasie-Nouvelle-Guinée    | Fédération           | Équipe masculine Équipe féminine | Championnat          | Coupe           |
| Samoa                        | Fédération           | Équipe masculine Équipe féminine | Championnat          | Coupe           |
| Samoa américaines            | Fédération           | Équipe masculine Équipe féminine | Championnat          | Coupe           |
| Tahiti / Polynésie française | Fédération           | Équipe masculine Équipe féminine | Championnat          | Coupe           |
| Tonga                        | Fédération           | Équipe masculine Équipe féminine | Championnat          | Coupe           |
| Vanuatu                      | Fédération           | Équipe masculine Équipe féminine | Championnat          | Coupe           |
| modifier                     |                      |                                  |                      |                 |

### Membres associés
| Pays                        | Fédération nationale | Équipe nationale                 | Championnat national   | Coupe nationale   |
| --------------------------- | -------------------- | -------------------------------- | ---------------------- | ----------------- |
| Kiribati                    | Fédération           | Équipe masculine Équipe féminine | Championnat            | Coupe             |
| États fédérés de Micronésie | Fédération           | Équipe masculine Équipe féminine | Championnats régionaux | Coupes régionales |
| Niue                        | Association          | Équipe masculine Équipe féminine | Championnat            | Coupe             |
| Palaos                      | Fédération           | Équipe masculine Équipe féminine | Championnat            | Coupe             |
| Tuvalu                      | Fédération           | Équipe masculine Équipe féminine | Championnat            | Coupe             |

N'étant pas affiliées à la FIFA les équipes ci-dessus ne participent pas aux éliminatoires des compétitions organisées par la FIFA. En revanche, elles participent aux éliminatoires et aux tournois organisés par la Confédération du football d'Océanie (OFC).

### Anciens membres de l'OFC
| Membre                 | Fédération nationale | Équipe nationale                 | Championnat national            | Coupe nationale |
| Australie              | Fédération           | Équipe masculine Équipe féminine | Championnat                     | Coupe           |
| Iles Mariannes du Nord | Fédération           | Équipe masculine Équipe féminine | Championnat                     | Coupe           |
| Guam                   | Fédération           | Équipe masculine Équipe féminine | Championnat de Guam de football | Coupe           |
| modifier               |                      |                                  |                                 |                 |

- Depuis le 1er janvier 2006, la Fédération d'Australie de football fait partie de la Confédération asiatique de football.
- Les Îles Mariannes du Nord sont membres provisoires de l'AFC depuis 2009 et tentent d’être reconnues par la FIFA.
- L'équipe de Guam participe aux jeux du Pacifique Sud de 1975 à 1991 et, en 1996, elle rejoint la FIFA et l'AFC.

### États océaniens non-membres de l'OFC
| Membre           | Fédération nationale | Équipe nationale | Championnat national |
| Nauru            |                      |                  | Championnat          |
| Îles Marshall    | Fédération           | Équipe masculine | Championnat          |
| Wallis et Futuna |                      | Équipe masculine |                      |

- Wallis et Futuna a participé aux tournois des jeux du Pacifique Sud de 1966 à 1995.
- Nauru n'a joué qu'un seul match, le 2 octobre 1994 contre l'équipe des Îles Salomon.
- Les Îles Marshall ont disputé à ce jour 14 matches entre 1991 et 2010[4].

## Qualifications pour la coupe du monde
| Époque    | Qualifié         |
| --------- | ---------------- |
| 1930-1970 | Aucun            |
| 1974      | Australie        |
| 1978      | Aucun            |
| 1982      | Nouvelle-Zélande |
| 1986-2002 | Aucun            |
| 2006      | Australie        |
| 2010      | Nouvelle-Zélande |
| 2014      | Aucun            |
| 2018      | Aucun            |
| 2022      | Aucun            |
| 2026      | Nouvelle-Zélande |

### Qualifications par pays
- 3 :  Nouvelle-Zélande
- 2 :  Australie[5] (mais 5 en tant que membre de l'AFC)

## Parcours en Coupe des confédérations
| Équipe           | 1992 | 1995 | 1997 | 1999  | 2001 | 2003  | 2005  | 2009      | 2013      | 2017      | Total |
| ---------------- | ---- | ---- | ---- | ----- | ---- | ----- | ----- | --------- | --------- | --------- | ----- |
| Nouvelle-Zélande |      |      |      | 1er T |      | 1er T |       | 1er T     |           | 1er T     | 4     |
| Australie        |      |      | 2e   |       | 3e   |       | 1er T | Zone Asie | Zone Asie | Zone Asie | 3     |
| Tahiti           |      |      |      |       |      |       |       |           | 1er T     |           | 1     |

- 1er T : éliminé au premier tour

## Les compétitions de l'OFC
Depuis 1987, l'OFC organise la Coupe des champions d'Océanie devenu la Ligue des champions de l'OFC depuis 2007, qui désigne le club représentant de la Confédération à la Coupe du monde des clubs de la FIFA jusqu'à la disparition de celle-ci en 2019. Cette compétition ne connut que quatre éditions en 18 ans (1987, 1999, 2001, 2005) ; la compétition se dispute régulièrement chaque saison depuis 2005. Après une domination sans partage des clubs australiens (qui monopolisent les quatre premiers titres), toutes les éditions depuis le retrait de la fédération australienne de l'OFC en 2006 ont été remportées par des clubs néo-zélandais, à l'exception de 2010 (victoire d'une équipe de Papouasie-Nouvelle-Guinée, PRK Hekari United) et 2019 (victoire d'une équipe de Nouvelle-Calédonie, Hienghène Sports). Auckland City a notamment remporté la compétition sept fois d'affilée entre 2011 et 2017, ce qui constitue un record toutes confédérations confondues.
L'OFC organise un grand nombre de compétitions pour ce continent :

### Chez les hommes
- La Coupe d'Océanie de football
- La Ligue des Champions de l'OFC
- La AFC/OFC Challenge Cup
- Le Tournoi pré-olympique masculin de l'OFC
- Le Tournoi qualificatif de l'OFC des moins de 20 ans
- Le Tournoi qualificatif de l'OFC des moins de 17 ans
- La Coupe de Polynésie
- La Coupe de Mélanésie
- La Wantok Cup

### Chez les femmes
- La Coupe d'Océanie de football féminin
- La Ligue des Champions Feminine de l'OFC
- Le Tournoi qualificatif de l'OFC pour les Jeux Olympiques
- La Coupe d'Océanie de football féminin des moins de 20 ans
- Le Tournoi qualificatif féminin de l'OFC des moins de 17 ans

### Futsal
- Le Tournoi de qualification de la Coupe du monde de futsal
- Le Championnat de futsal d'Océanie

### Beach soccer
- Le Championnat d'Océanie de beach soccer

## Meilleur joueur océanien de l'année
| Année | Joueur             | Club                    |
| ----- | ------------------ | ----------------------- |
| 1988  | Frank Farina       | Club Brugge             |
| 1989  | Wynton Rufer       | Grasshopper-Club Zürich |
| 1990  | Wynton Rufer       | Werder Bremen           |
| 1991  | Robbie Slater      | Lens                    |
| 1992  | Wynton Rufer       | Werder Bremen           |
| 1993  | Robbie Slater      | Lens                    |
| 1994  | Aurelio Vidmar     | Standard Liège          |
| 1995  | Christian Karembeu | Sampdoria               |
| 1996  | Paul Okon          | FC Bruges               |
| 1997  | Mark Bosnich       | Aston Villa             |
| 1998  | Christian Karembeu | Real Madrid             |
| 1999  | Harry Kewell       | Leeds United            |
| 2000  | Mark Viduka        | Leeds United            |
| 2001  | Harry Kewell       | Leeds United            |
| 2002  | Brett Emerton      | Feyenoord               |
| 2003  | Harry Kewell       | Liverpool FC            |
| 2004  | Tim Cahill         | Everton FC              |
| 2005  | Marama Vahirua     | OGC Nice                |
| 2006  | Ryan Nelsen        | Blackburn Rovers        |
| 2007  | Shane Smeltz       | Wellington Phoenix      |
| 2008  | Shane Smeltz       | Wellington Phoenix      |
| 2009  | Ivan Vicelich      | Auckland City FC        |
| 2010  | Ryan Nelsen        | Blackburn Rovers        |
| 2011  | Bertrand Kaï       | Hienghène Sports        |
| 2012  | Marco Rojas        | Melbourne Victory       |

## Liste des Présidents de la Confédération d'Océanie de Football
| Nom             | Nationalité               | Période du mandat |
| --------------- | ------------------------- | ----------------- |
| William Walkley | Nouvelle-Zélande          | 1966 - 1970       |
| Jack Cowie      | Nouvelle-Zélande          | 1970 - 1979       |
| Arthur George   | Australie                 | 1979 - 1982       |
| Charlie Dempsey | Nouvelle-Zélande          | 1982 - 2000       |
| Basil Scarsella | Australie                 | 2000 - 2003       |
| Reynald Temarii | France (Tahiti)           | 2004 - 2011       |
| David Chung     | Papouasie-Nouvelle-Guinée | 2011 - 2018       |
| Lambert Maltock | Vanuatu                   | 2018 -            |